# L'Aldosa de Canillo
L'Aldosa de Canillo (prononcé en catalan /ɫəɫˈdozə ðə kəˈniʎu/ et localement /laɫˈdoza ðe kaˈniʎo/) est un village d'Andorre situé dans la paroisse de Canillo qui comptait 222 habitants en 2021.

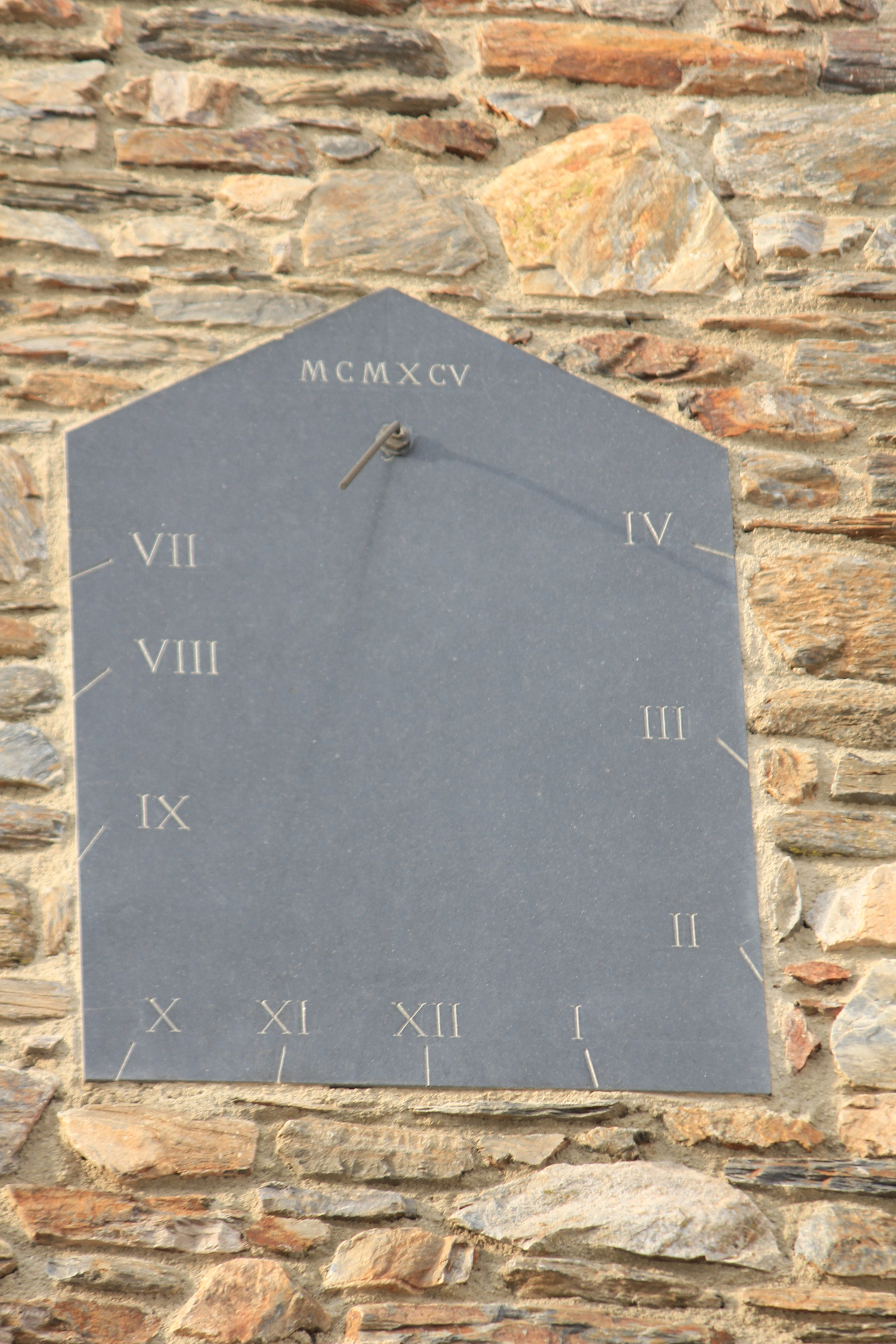
Maison privée dans le quartier de l'Aldosa (Canillo)

## Géographie
Le village est situé sur la rive droite de la Valira, le long de la route CG-2 entre les villages de Ransol au nord (2 km) et El Vilar au sud (3 km). Canillo ne se trouve qu'à 4 km.

## Histoire
En 1666, l'évêque de la Seu d'Urgell autorise la population à bâtir une église dans le village. Ceci n'est pas suivi d'effet. Une deuxième autorisation est accordée en 1848. Cette fois-ci, une église consacrée à saint Antoine est bâtie, dans un style proche de l'art roman médiéval.
Après approbation de la Nomenclator d'Andorra en 2010, le terme Canillo a été rajouté par la population du village pour le différencier de L'Aldosa de la Massana.

## Toponymie
Selon Joan Coromines, le toponyme Aldosa provient de la racine romane elze qui a donné alzina (« chêne ») en catalan.